# Spoy (Aube)
Spoy (1793 bis 1801 noch Spoix geschrieben) ist eine französische Gemeinde mit 147 Einwohnern (Stand: 1. Januar 2022) im Département Aube in der Region Grand Est (bis 2015 Champagne-Ardenne). Sie gehört zum Arrondissement Bar-sur-Aube und zum Gemeindeverband La Région de Bar-sur-Aube. Die Einwohner werden Spoyens genannt.

## Geografie
Die Gemeinde Spoy liegt am Landion, acht Kilometer westlich von Bar-sur-Aube und etwa 45 Kilometer östlich von Troyes am Rande des Regionalen Naturparks Forêt d’Orient. In der 10,36 km² umfassenden Gemeinde verläuft das breite Landiontal in Süd-Nord-Richtung und liegt auf 170 bis 180 Metern über dem Meer. Östlich und westlich des Tales sind die Plateaus auf 260 bis 290 m über dem Meer von weiten Ackerflächen geprägt. Die steilen Hänge sind teils bewaldet, teils mit Weinreben bepflanzt. So gibt es in der Gemeinde Spoy vier Weinlagen, die nach Westen, Süden und Osten ausgerichtet sind. Im Osten der Gemeinde erstreckt sich der Forst Les Grandes Perrières als Teil des großen Bois de la Route. Nachbargemeinden von Spoy sind Argançon im Westen und Norden, Fravaux im Nordosten, Proverville im Osten, Couvignon im Südosten, Meurville im Süden, Magny-Fouchard im Westen sowie Maison-des-Champs im Nordwesten.

## Bevölkerungsentwicklung
| Jahr      | 1962 | 1968 | 1975 | 1982 | 1990 | 1999 | 2006 | 2015 | 2022 |
| Einwohner | 174  | 162  | 125  | 136  | 157  | 154  | 157  | 170  | 147  |

Im Jahr 1836 wurde mit 858 Bewohnern die bisher höchste Einwohnerzahl ermittelt. Die Zahlen basieren auf den Daten von cassini.ehess und INSEE.

## Sehenswürdigkeiten
Die romanische Kirche Saint-Didier stammt aus dem 12. Jahrhundert; die Seitenkapellen aus dem 16. und 18. Jahrhundert. Auch der Altaraufsatz und zwei Steinstatuen konnten auf das 16. Jahrhundert datiert werden. Im Turm läuten drei Glocken. Sie heißen Marguerite-Guillelmine, Marie und Germaine und wurden Ende des 18. Jahrhunderts gegossen.
Eine 2000 Jahre alte Sehenswürdigkeit bildet die Brücke über den Landion. Sie war Teil der alten Römerstraße von Paris nach Basel und wurde im 1. Jahrhundert errichtet. Die Bogenbrücke wurde 1971 restauriert und ist als Monument historique deklariert. An der Straße nach Fravaux ist ein altes Lavoir erhalten, das früher als Waschhaus und Viehtränke diente.
cassini.ehess

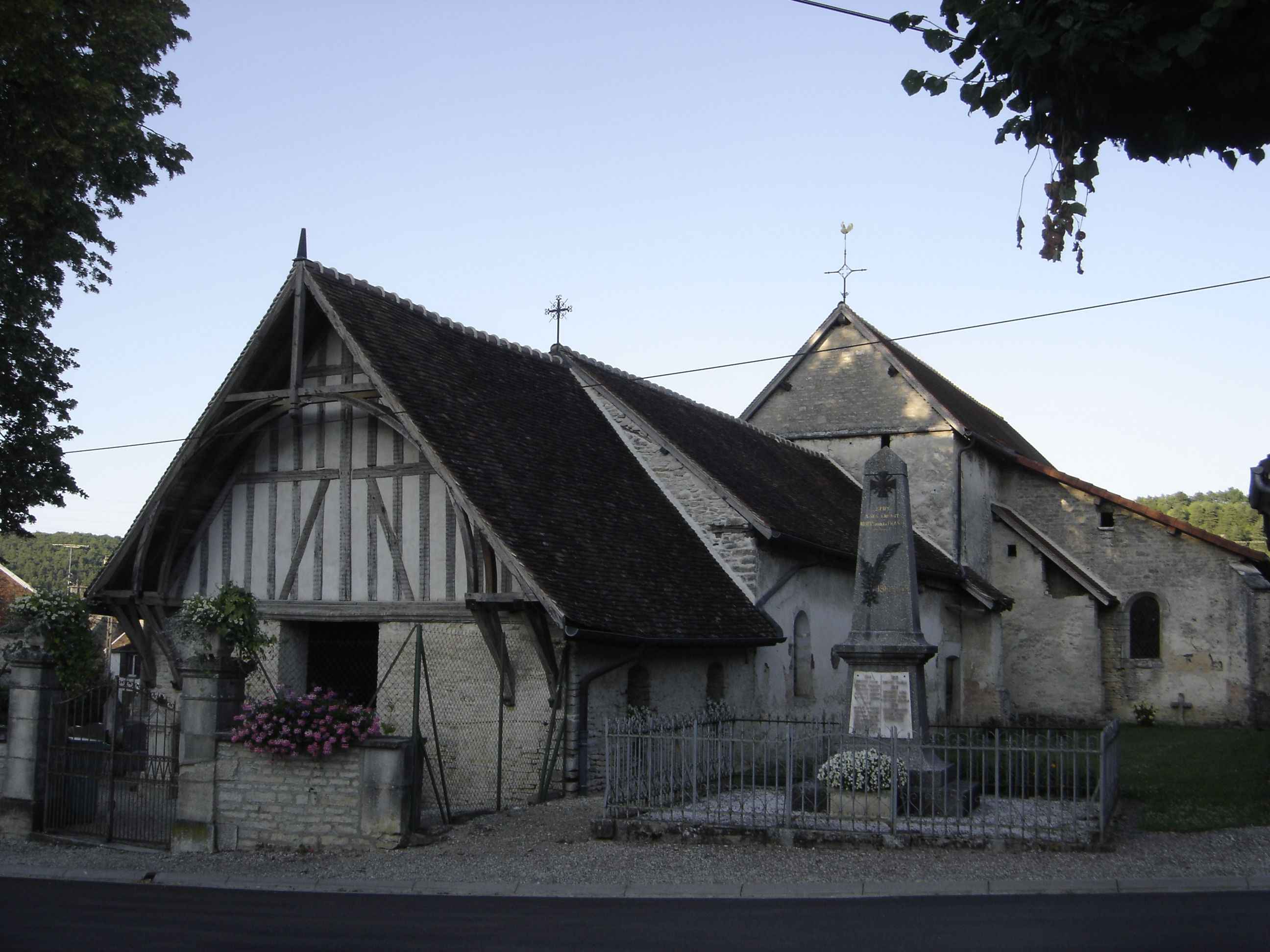
Kirche Saint-Didier
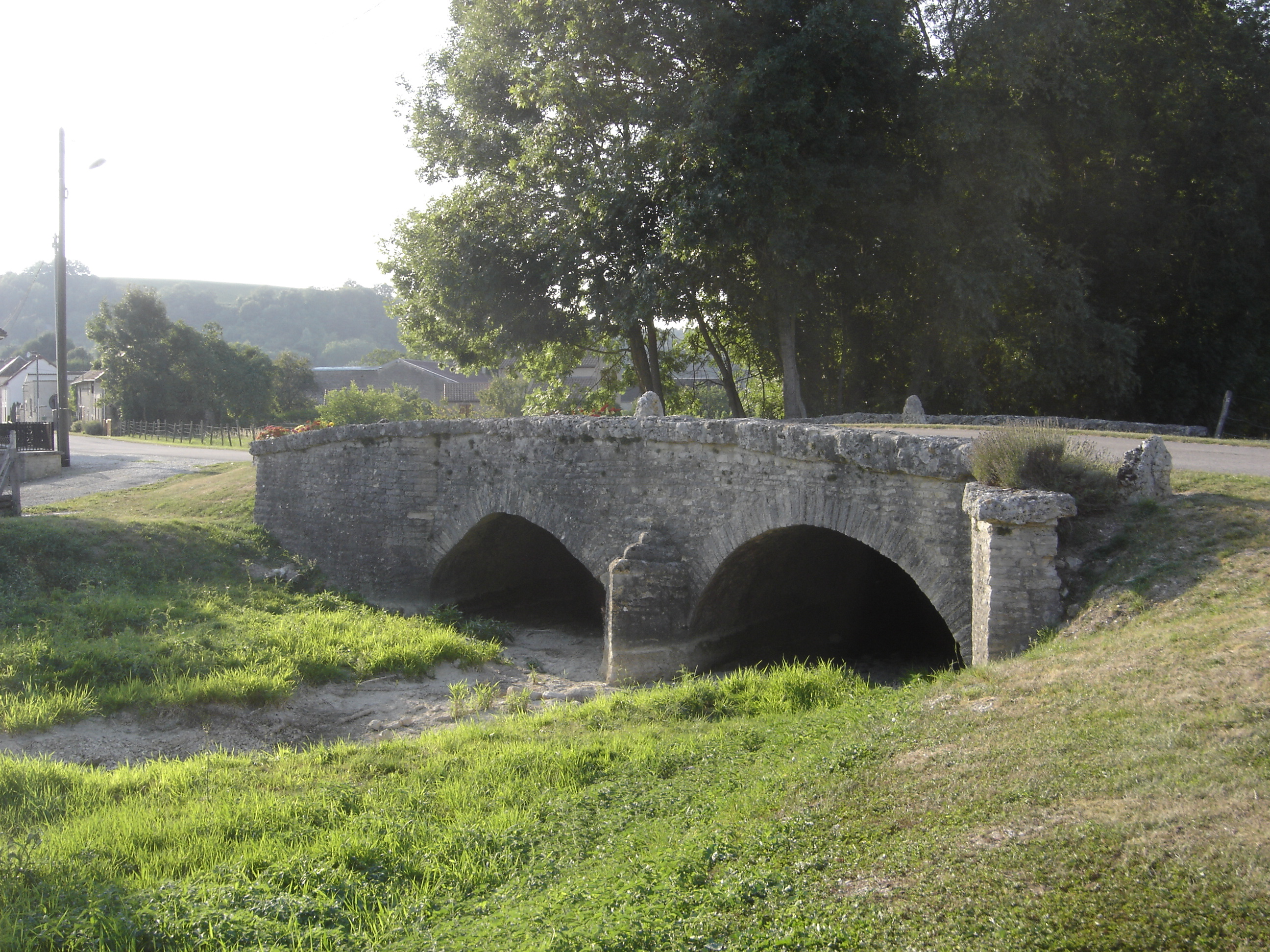
Römerbrücke
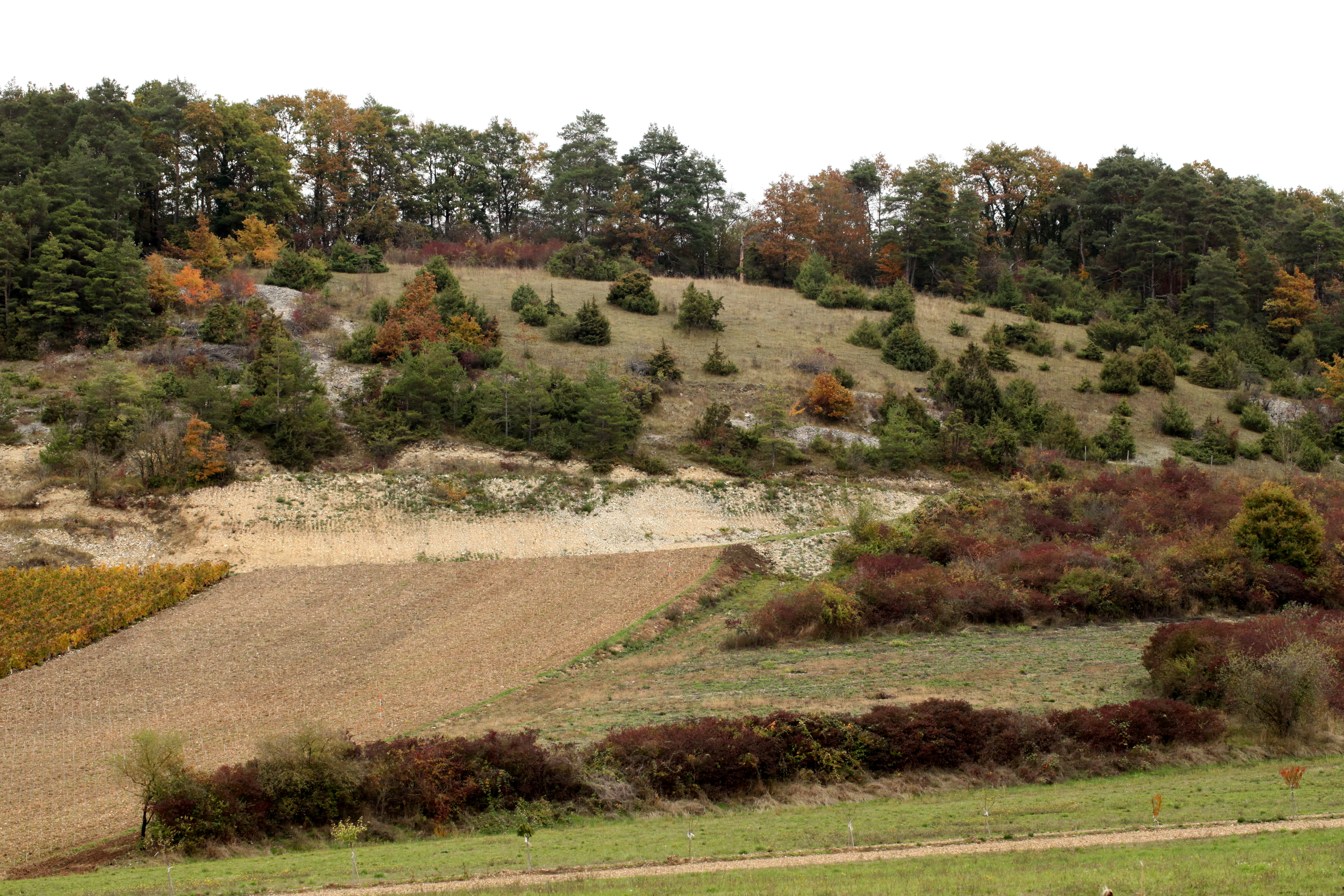
Naturschutzgebiet la Pelouse de la côte de l’étang oberhalb der Weinreben

## Wirtschaft und Infrastruktur

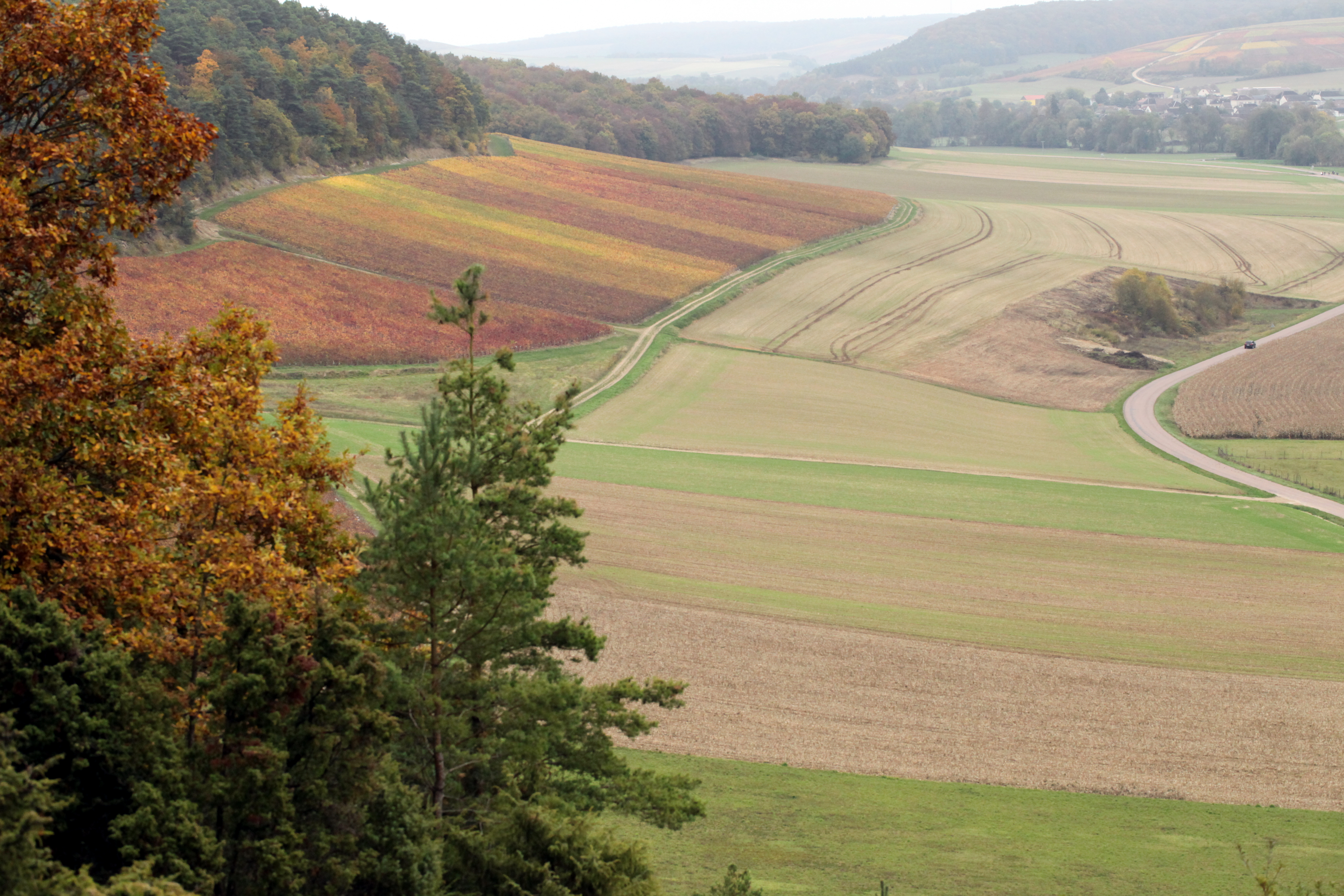
Weinberg am Landion in Spoy

In Spoy sind 31 Landwirtschaftsbetriebe ansässig, die meisten davon sind Winzer. Neben dem Getreideanbau ist der Weinbau die wirtschaftliche Grundlage der Gemeinde. Die Weinreben sind Teil des Weinbaugebietes Côte de l’Aube innerhalb der Weinbauregion Champagne.
Drei Kilometer nördlich von Spoy verläuft die Fernstraße D 619 von Troyes nach Chaumont. 15 Kilometer südwestlich von Spoy besteht ein Anschluss an die Autoroute A5 von Paris nach Langres.

## Belege
1. ↑  Spoy (Aube) (Memento vom 4. August 2020 im Internet Archive), auf cassini.ehess.fr
2. ↑  Spoy auf annuaire-mairie
3. ↑  Spoy auf INSEE
4. ↑  Eintrag Nr. PA00078242 in der Base Mérimée des französischen Kulturministeriums (französisch)
5. ↑  Landwirtschaftsbetriebe auf annuaire-mairie.fr (französisch)